# 조르당 루카쿠
조르당 자카리 루카쿠 메나마 모켈렝게(프랑스어: Jordan Zacharie Lukaku Menama Mokelenge, 1994년 7월 25일 ~ )는 아다나스포르에서 레프트 백으로 활약하고 있는 벨기에의 축구 선수이다. 그는 현재 첼시에서 활약하고 있는 로멜루 루카쿠의 친동생이며, 아버지 로제 루카쿠 역시 자이르 축구 국가대표팀에서 활약했던 전 축구 선수였다. 또한 2015년부터 2017년까지 벨기에 축구 국가대표팀 일원으로 활약하기도 하였다.

## 수상
안데를레흐트
- 벨기에 프로리그: 2011-12
- 벨기에 슈퍼 컵: 2013